# ديزني ماجيك
ديزني ماجيك (بالإنجليزية: Disney Magic)‏ هي أول سفينة سياحية تمتلكها وتديرها شركة ديزني للرحلات البحرية، تم بنائها من قبل شركة فينكانتييري ودخلت الخدمة في عام 1998.